# Blaubergkopf
Blaubergkopf är en bergstopp i Österrike.   Den ligger i distriktet Schwaz och förbundslandet Tyrolen, i den västra delen av landet, 400 kilometer väster om huvudstaden Wien. Toppen på Blaubergkopf är 1 787 meter över havet, eller 67 meter över den omgivande terrängen. Bredden vid basen är 0,45 km.
Terrängen runt Blaubergkopf är kuperad åt nordväst, men åt sydost är den bergig. Närmaste större samhälle är Kramsach, 18,2 kilometer sydost om Blaubergkopf. 
I omgivningarna runt Blaubergkopf växer i huvudsak blandskog. Runt Blaubergkopf är det ganska tätbefolkat, med 100 invånare per kvadratkilometer.